# 軸腹菌科
軸腹菌科（學名：Hydnangiaceae）是傘菌目的一個科，其下有四個屬，共約30種物種，廣泛分佈於熱帶與溫帶樹林中，本科物種常與落葉樹或針葉樹形成外菌根。

## 屬
- 軸腹菌屬 Hydnangium：本屬物種屬於腹菌（假松露）[4]。
- 蠟蘑屬 Laccaria：本屬為菇類，具有蕈傘與蕈柄。
- Maccagnia：本屬只包含一種物種，於義大利發現，屬於腹菌，對其所知仍甚少[5]。
- 柄轴腹菌属 Podohydnangium：本屬也只包含一種物種，於澳洲發現，屬於腹菌[6]。